# NaK

Il diagramma di fase del NaK

NaK (o lega sodio-potassio) è una lega eutettica formata da due metalli alcalini, il sodio (Na) e il potassio (K).
Questa lega è molto reattiva con l'acqua (come gli elementi della quale è costituita) e può prendere fuoco al contatto con l'aria, perciò va maneggiata e stoccata con particolari precauzioni.
Sodio e potassio sono solubili in qualsiasi percentuale, ma di particolare rilievo sono le leghe formate da potassio in percentuale sul peso tra il 40% e il 90% in quanto sono liquide a temperatura ambiente.
L'eutettico di questa lega è formato per il 78% del peso da potassio e per il 22% da sodio. Tale eutettico presenta una tensione di vapore di 133,32 Pa alla temperatura di 628,15 K (355,0 °C).